# Celestus barbouri
Espèce
Statut de conservation UICN

 EN B1ab(i,iii,v) : En danger
Celestus barbouri est une espèce de sauriens de la famille des Diploglossidae.

## Répartition
Cette espèce est endémique de Jamaïque. 

## Étymologie
Cette espèce est nommée en l'honneur de Thomas Barbour.

## Publication originale
- Grant, 1940 : The herpetology of Jamaica II. The reptiles. Bulletin of the Institute of Jamaica (Science Series), no 1, p. 61-148.